# Gara Garayev (football)
Pour les articles homonymes, voir Garayev.
Pour le compositeur, voir Gara Garayev. Pour la station de métro, voir Qara Qarayev (métro de Bakou).
Gara Garayev (en azéri : Qara Qarayev), né le 12 octobre 1992 à Fizuli en Azerbaïdjan, est un footballeur international azerbaïdjanais, qui évolue au poste de milieu défensif pour le club Araz Nakhitchevan. 
Il compte 19 sélections en équipe nationale depuis 2013.

## Biographie

### Carrière de joueur
Gara Garayev dispute 8 matchs en Ligue des champions et 24 matchs en Ligue Europa.
Le 24 juillet 2023, "Neftchi" a annoncé avoir signé un contrat de 2+1 ans avec Garayev. Le 19 septembre 2024, le club a annoncé que le contrat avait été résilié d'un commun accord,,.
Le 30 octobre 2024, le club de la Première Ligue d'Azerbaïdjan, Araz Nakhitchevan, a signé un contrat avec Qarayev jusqu'à la fin de la saison,.

### Carrière internationale
Gara Garayev compte 19 sélections avec l'équipe d'Azerbaïdjan depuis 2013. 
Il est convoqué pour la première fois par le sélectionneur national Berti Vogts pour un match amical contre l'Ouzbékistan le 1er février 2013 (0-0).

## Palmarès

### En club
- Avec le Qarabağ Ağdam
  - Champion d'Azerbaïdjan en 2014, 2015, 2016, 2017, 2018, 2019, 2020, 2022 et 2023
  - Vainqueur de la Coupe d'Azerbaïdjan en 2009, 2015, 2016, 2017 et 2022

### Distinctions personnelles
- Footballeur azerbaïdjanais de l'année en 2014 et 2020